# Bronisław Bekalik
Bronisław Bekalik (ur. 7 kwietnia 1922, zm. 4 czerwca 1968) – polski pracownik przemysłu motoryzacyjnego związany z Sanokiem.

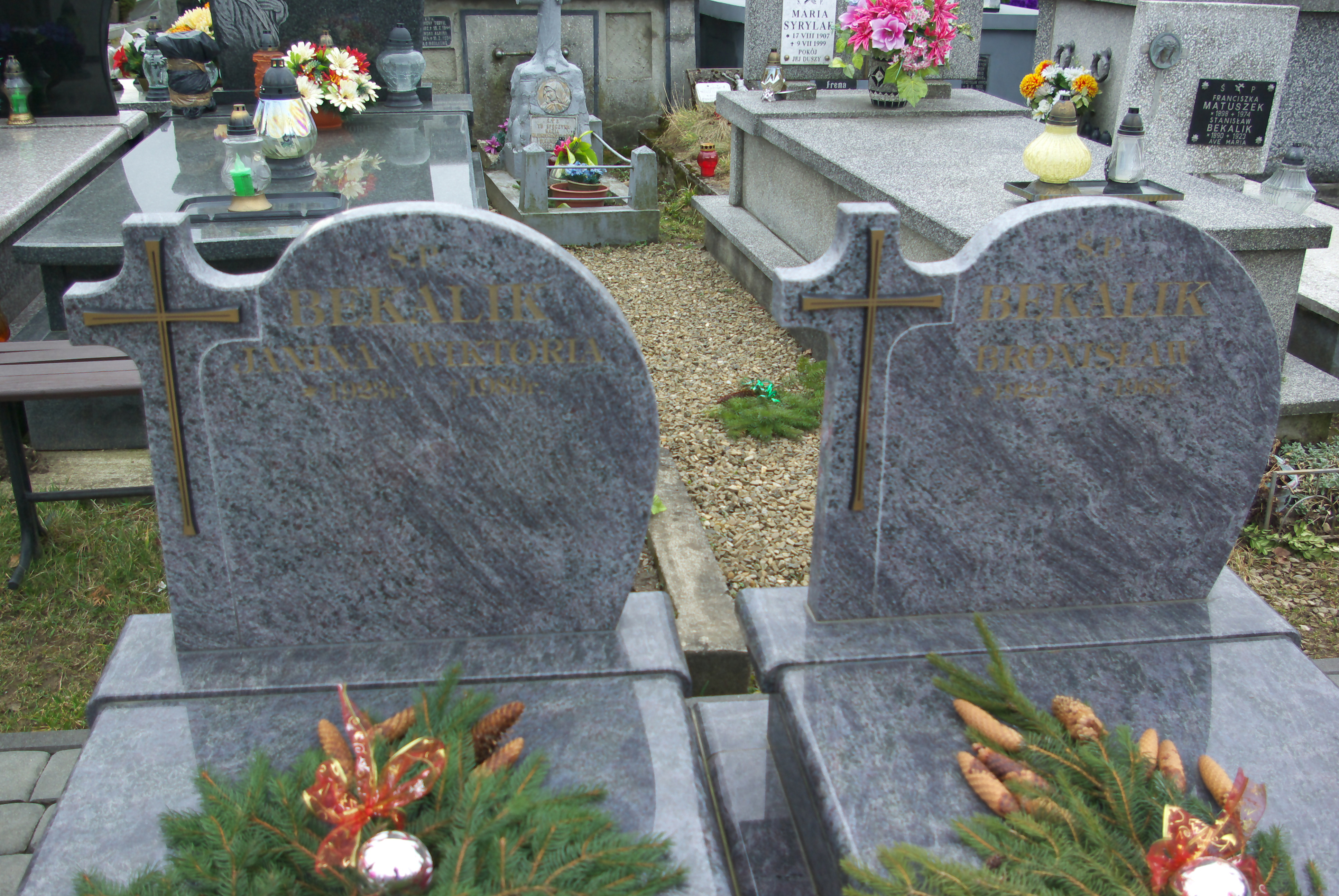
Nagrobki Bronisława i Janiny Bekalik

## Życiorys
Urodził się 7 kwietnia 1922. Był synem Stanisława i Franciszki z domu Drwięga. Z zawodu był malarzem i mistrzem lakierniczym.
Podczas II wojny światowej w trakcie okupacji niemieckiej został aresztowany przez Niemców i osadzony w więzieniu w Sanoku 13 marca 1942. 7 kwietnia 1942 został wywieziony do Tarnowa. Potem był więziony w niemieckich obozach koncentracyjnych: Auschwitz-Birkenau (numer obozowy 45093), w Buchenwaldzie, w Dachau (numer obozowy 9085).
Po wojnie działał przy odbudowie fabryki Sanowag w Sanoku i został jej pracownikiem. W 1951 został członkiem Egzekutywy Komitetu Zakładowego PZPR w fabryce Sanowag. Jako przedstawiciel Wydziału Produkcyjnego S wszedł w skład kolegium redakcyjnego powstałego w 1954 dwutygodnika „Głos Sanowagu” w ramach Sanockiej Fabryki Wagonów. Był działaczem działającego od 1947 koła w Sanoku Polskiego Związku Byłych Więźniów Politycznych Hitlerowskich Więzień i Obozów Koncentracyjnych. 7 grudnia 1958 został wybrany członkiem zarządu oddziału powiatowego w Sanoku ZBoWiD. Był też współzałożycielem zakładowego koła ZBoWiD.
Przez wiele lat zasiadał w zarządzie klubu sportowego Stal Sanok, a od 1955 do 1958 przez dwie kadencje pełnił funkcję jego prezesa. Po dokonaniu fuzji klubów KS „Górnik Sanoczanka” i ZKS „Stal”, w wyniku czego powstał 2 sierpnia 1957 Robotniczy Klub Sportowy Sanoczanka przy Sanockiej Fabryce Wagonów i Kopalnictwie Naftowym w Sanoku, został wybrany przewodniczącym zarządu nowego klubu.
Wraz z Kazimierzem Ciepielowskim był projektantem kurhana z obeliskiem i tablicą pamiątkową, ustanowionego w miejscu istnienia Zwangsarbeitslager Zaslaw pod Sanokiem (odsłonięty w 1964).
Jego brat Władysław (1920-1997) także został pracownikiem sanockiej fabryki. Bronisław Bekalik zmarł śmiercią tragiczną 4 czerwca 1968. Został pochowany na Cmentarzu Posada w Sanoku. Obok została pochowana jego żona Janina Wiktoria (1923-1989).

## Odznaczenia
- Srebrny Krzyż Zasługi (1954)[20]
- Brązowy Krzyż Zasługi (1952)[21]
- Odznaka „Przodownik Pracy” (1951)[22]